# Dvorec Grič
Dvorec Grič (nemško Gritsch) je stal v naselju Zabrdje v občini Mirna.

## Zgodovina
Prvič je omenjen leta 1472. Med drugo vojno je bil izropan in požgan. Danes na njegovem mestu stoji nova hiša.